# Sztekiel
Sztekiel (z niem. Stecken – kij, laska, także stręk, a w Małopolsce kiczka) – prosta gra dziecięca o skromnym instrumentarium narzędziowym.
Gra polegała na jak najdalszym wybiciu zaostrzonego z dwóch końców patyka (sztekla). Do wyrzutu służył podłużny, około 60-centymetrowy kij, zwany wybijakiem. W najpopularniejszym szteklu prostym kij wybijano trzema uderzeniami. Gra ulegała stopniowemu wypieraniu przez inne zabawy, nie sprzyjała jej także postępująca urbanizacja.